# Bénesse-lès-Dax
Bénesse-lès-Dax (okzitanisch: Benessa d’Acs) ist eine französische Gemeinde mit 582 Einwohnern (Stand: 1. Januar 2022) im Département Landes in der Region Nouvelle-Aquitaine. Sie gehört zum Arrondissement Dax und zum Kanton Dax-2.

## Geografie
Die Gemeinde Bénesse-lès-Dax liegt etwa sechs Kilometer südsüdöstlich von Dax in der Landschaft Marensin. An der südlichen Grenze verläuft das Flüsschen Bassecq. Umgeben wird Bénesse-lès-Dax von den Nachbargemeinden Saint-Pandelon im Norden, Saugnac-et-Cambran im Nordosten, Pouillon im Osten und Südosten, Gaas im Süden sowie Heugas im Westen.

## Bevölkerungsentwicklung
| Jahr                       | 1962 | 1968 | 1975 | 1982 | 1990 | 1999 | 2006 | 2013 | 2021 |
| -------------------------- | ---- | ---- | ---- | ---- | ---- | ---- | ---- | ---- | ---- |
| Einwohner                  | 294  | 346  | 335  | 404  | 399  | 454  | 496  | 531  | 566  |
| Quellen: Cassini und INSEE |      |      |      |      |      |      |      |      |      |

## Sehenswürdigkeiten

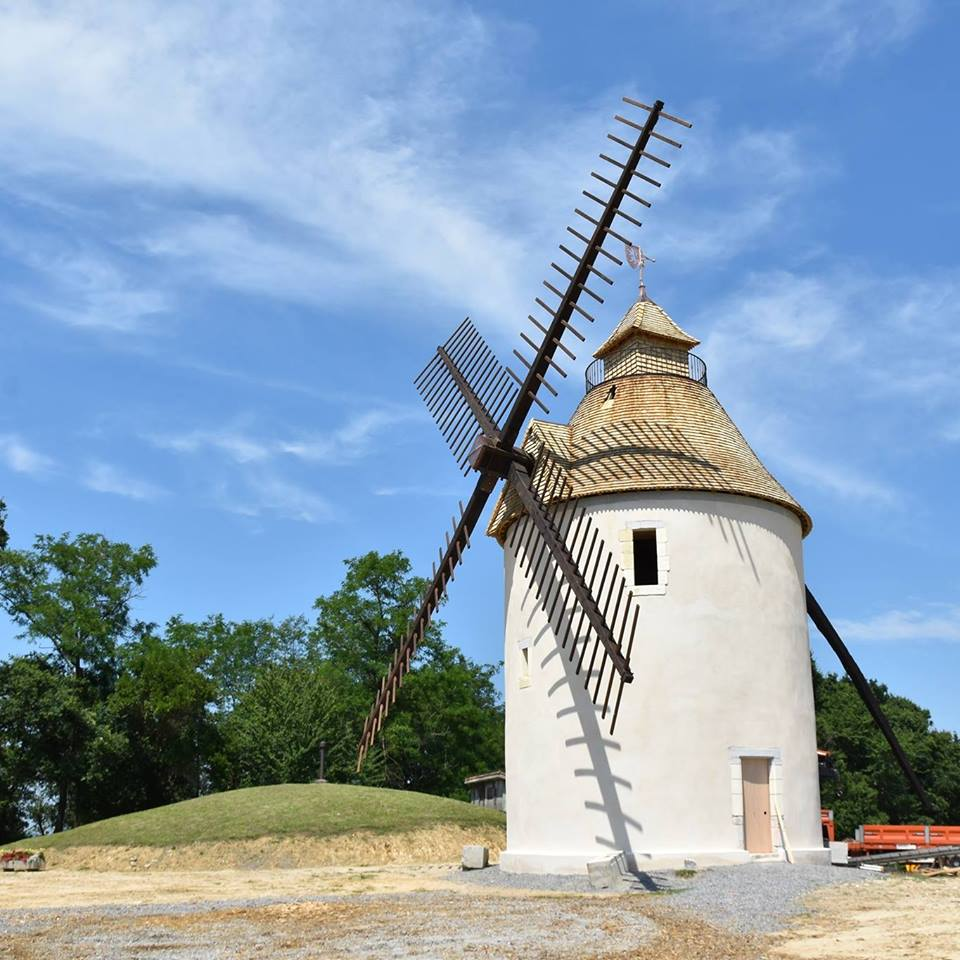
Windmühle

- Kirche Saint-Michel
- Windmühle